# Енид Балинт
Енид Флора Балинт (на английски: Enid Flora Balint, по баща Албу) е английски психоаналитик.

## Биография
Родена е на 1 декември 1903 година в Лондон, Англия. Учи в Женския колеж Челтънхам, а между 1922 и 1925 г. в Лондонското училище за икономика. През 1926 се омъжва за филолога Роберт Айнцхолт и двамата имат две дъщери. След края на Втората световна война основава Асоциация за семейно благополучие, която има за цел да подпомага семействата, останали без дом след бомбардировките. През 1948 г. започва обучителна анализа с Джон Рикман до 1951 г., когато той умира. След това продължава анализата си с Доналд Уиникът.
Бракът и с Айнцхолт приключва през 1952. През това време тя започва да работи с Майкъл Балинт, за когото се омъжва на 2 януари 1953. Заедно със съпруга си между 1949 и 1954 г. разработват т. нар. метод на групата на Балинт. От 1963 Енид Балинт става обучаващ аналитик към Британското психоаналитично общество и както своя съпруг е в т. нар. средна група. След смъртта на Балинт, Енид се жени през 1976 г. за дипломата и историк Робърт Хъмфри Гордън Едмъндс.
Енид Балинт става асоцииран член на Британското психоаналитично общество през 1952 г., а две години по-късно и пълноправен член.
Умира на 30 юли 1994 година на 90-годишна възраст.